# Attentat de Kidal du 12 avril 2013
Pour les articles homonymes, voir Attentat de Kidal.
L'attentat de Kidal du 12 avril 2013 se déroule lors de la guerre du Mali.

## Déroulement
À cette date, la ville de Kidal est occupée par les troupes du MNLA et du MIA. Les Tchadiens et les Français étant de leur côté retranchés dans le camp militaire et l'aéroport, situés en dehors de la ville. Après la bataille de Tigharghâr, les forces tchadiennes qui avaient pris part à la bataille regagnent Kidal le 5 avril. Les forces françaises sont quant à elles essentiellement redéployées sur Gao, seuls 150 soldats, en partie des hommes des forces spéciales, sont encore présents à Kidal.
Selon le communiqué de l'armée tchadienne , à 9 h 50, un homme se fait exploser dans un échoppe lors du passage de soldats tchadiens : « Un groupe d'éléments de l'armée tchadienne s'est rendu ce jour vendredi au marché de Kidal pour s'approvisionner. Au moment où ce groupe a fait son entrée, un kamikaze a fait exploser sa ceinture, tuant sur le coup trois soldats et blessant grièvement quatre autres. »
D'après des habitants « l'incident s'est produit dans une rue couramment fréquentée par les soldats tchadiens, située à environ 100 mètres du marché de la ville. »
Selon le bilan provisoire de l'état-major tchadien, trois soldats tchadiens sont tués, dont deux officiers, quatre autres sont blessés, ainsi que cinq civils,
,. Dans la nuit du 12 au 13 avril, un quatrième soldat tchadien décède de ses blessures à l'hôpital de Gao. 
L'attentat aurait été commis par le MUJAO.
Après l'explosion, des militaires tchadiens tirent en l'air avec leurs armes automatiques pour disperser les habitants et les empêcher de s'approcher des lieux de l'explosion. Craignant une autre attaque, les hommes du MNLA bouclent de leur côté les cinq entrées de la ville.
Selon le témoignage de Lalla Maiga, une travailleuse humanitaire installée à Kidal, deux autres jihadistes, munis de vestes d'explosifs auraient été tués.
Le même jour, un homme nommé Sidi Amar Ould Algor est arrêté par des soldats tchadiens et des combattants du MNLA, il aurait avoué être le propriétaire de la voiture ayant conduit le kamikaze au marché de Kidal.